# Conselho de Controle de Atividades Financeiras
O Conselho de Controle de Atividades Financeiras (COAF) é um órgão administrativo brasileiro criado pela Lei nº 9.613, de 3 de março de 1998, durante as reformas econômicas feitas pelo governo de Fernando Henrique Cardoso. Vinculado ao Banco Central do Brasil, tem a finalidade de disciplinar, aplicar penas administrativas, receber, examinar e identificar ocorrências suspeitas de atividade ilícitas relacionada à lavagem de capitais.

## Histórico
O COAF é a Unidade de Inteligência Financeira (UIF) brasileira, constituindo um órgão vinculado administrativamente ao Banco Central brasileiro, mas que possui autonomia técnica e operacional para exercer seu papel de autoridade central do sistema de prevenção e combate à lavagem de dinheiro e ao financiamento do terrorismo e da proliferação de armas de destruição em massa (PLD/FTP). 
Suas atribuições consistem no recebimento, análise e disseminação de informações de inteligência financeira, que lhe são encaminhadas pelo setor financeiro e por outros setores obrigados à fazer o mesmo.  Além disso, tem o dever e a atribuição de manter cientes as autoridades competentes a respeito de fatos como suspeitos  identificados pelo Conselho. Não se inclui entre as atribuições do COAF atividades de polícia judiciária, como investigação, bloqueio de ativos, interrogatórios, detenção de pessoas, entre outras atividades semelhantes.
O conselho também tem a competência de disciplinar e aplicar sanções administrativas a pessoas, físicas ou jurídicas, sujeitas às obrigações impostas pela Lei nº 9.613, de 1998, que não sejam submetidos a órgão fiscalizador ou regulador próprios. Cabe ao COAF identificar as pessoas abrangidas pelas obrigações trazidas pela lei mencionada (e portanto passíveis de sofrer sanção), e definir os meios e critérios para envio de comunicações, além da expedição de instruções para a identificação de clientes e manutenção de registros de transações.
O Plenário era formado pelo Presidente, nomeado pelo Presidente da República, por indicação do Ministro da Fazenda, e por onze conselheiros, além de um representante convidado da Advocacia-Geral da União (AGU), conforme o Decreto nº 2.799/98, art. 9º, IX e art. 25. O cargo de Presidente do Plenário era de dedicação exclusiva. Antes da transformação de sua natureza e o ente a ele vinculado, o último Plenário do COAF tinha a seguinte composição:
| Posição      | Nome                                     | Órgão                                           |
| ------------ | ---------------------------------------- | ----------------------------------------------- |
| Presidente   | Ricardo Liáo                             | COAF                                            |
| Conselheiros | Gustavo Leal de Albuquerque              | Agência Brasileira de Inteligência - ABIN       |
| Conselheiros | Flávia Maria Valente Carneiro            | Banco Central do Brasil - BCB                   |
| Conselheiros | Marcus Vinicius de Carvalho              | Comissão de Valores Mobiliários - CVM           |
| Conselheiros | Marlene Alves de Albuquerque             | Controladoria-Geral da União - CGU              |
| Conselheiros | Victor Emannuel Fernandes Gomes Mesquita | Departamento de Polícia Federal - DPF           |
| Conselheiros | Rodrigo Gonzaga Sagastume                | Ministério da Justiça e Segurança Pública- MJSP |
| Conselheiros | Sérgio Djundi Taniguchi                  | Ministério da Previdência Social - MPS          |
| Conselheiros | Gabriel Boff Moreira                     | Ministério das Relações Exteriores - MRE        |
| Conselheiros | André Luiz Carneiro Ortegal              | Procuradoria-Geral da Fazenda Nacional - PGFN   |
| Conselheiros | Gerson D’Agord Schaan                    | Secretaria da Receita Federal do Brasil - RFB   |
| Conselheiros | Gustavo da Silva Dias                    | Superintendência de Seguros Privados - SUSEP    |

Participam também das sessões do conselho, na qualidade de convidados, sem direito a voto, representantes dos seguintes órgãos:
- Advocacia-Geral da União (AGU), responsável pela assistência jurídica aos conselheiros;
- Conselho Federal de Corretores de Imóveis (COFECI), responsável por regular o setor de promoção imobiliária;
- Conselho Federal de Contabilidade (CFC), responsável por regular profissionais e organizações contábeis, quando no exercício de suas funções;
- Secretaria de Assuntos Econômicos (SEAE), responsável por regular exploração de loterias;
- Conselho Federal de Economia(COFECON), responsável por regular pessoas físicas e jurídicas que exploram atividades de economia e finanças;
- Departamento de Registro Empresarial e Integração (DREI), responsável por regular as juntas comerciais.